# راسينغ سانتاندير
نادي راسينغ سانتاندير الملكي (بالإسبانية: Real Racing Club de Santander)، ويسمى اختصارًا راسينغ، هو نادي كرة قدم من مدينة سانتاندير بإسبانيا. تأسس عام 1913. شارك في الدوري الإسباني في الدرجة الأولى 37 مرة وفي الدرجة الثانية 32 مرة.

## وصلات خارجية
- الموقع الرسمي
- نشيد النادي على يوتيوب
- ريسينغ سانتاندر في موقع كورة